# Dżafarabad (Ilam)
Dżafarabad (pers. جعفراباد) – miejscowość w Iranie, w ostanie Ilam. W 2006 roku liczyła 2092 mieszkańców w 435 rodzinach.